# Vatroslav Mimica
Vatroslav Mimica (Omiš, 25. lipnja 1923. – Zagreb, 15. veljače 2020. ) je hrvatski filmski redatelj, scenarist i producent.
Otac je hrvatskog i američkog (holivudskog) filmskog djelatnika Sergia Mimice.

## Filmografija (redateljska)
- "U oluji" (1952.)
- "Jubilej gospdina Ikla" (1955.)
- "Strašilo" (1957.)
- "Happy End" (1958.)
- "Samac" (1958.)
- "Inspektor se vratio kući" (1959.)
- "Kod fotografa" (1959.)
- "Jaje" (1959.)
- "Perpetuum mobile Ltd." (1961.)
- "Tvrđava Samograd / Solimano il conquistatore" (1961.)
- "Mala kronika" (1962.)
- "Telefon" (1962.)
- "Tifusari" (1963.)
- "Ženidba gospodina Marcipana" (1963.)
- "Prometej s otoka Viševice" (1964.)
- "Ponedjeljak ili utorak" (1966.)
- "Kaja, ubit ću te!" (1967.)
- "Događaj" (1969.)
- "Hranjenik" (1970.)
- "Vatrogasci" (1971.)
- "Makedonskiot del od pekolot" (1971.)
- "Seljačka buna 1573." (1975.)
- "Posljednji podvig diverzanta Oblaka" (1978.)
- "Banović Strahinja" (1981.)
- "Kulturne prijestolnice Europe: Zagreb" (1982.)

## Scenariji
- "U oluji" (1952.)
- "Cowboy Jimmy" (1957.)
- "Samac" (1958.)
- "Happy End" (1958.)
- "Kod fotografa" (1959.)
- "Jaje" (1959.)
- "Inspektor se vratio kuci (1959.)
- "Solimano il conquistatore" (1961.)
- "Perpetuum mobile Ltd." (1961.)
- "Telefon" (1962.)
- "Ženidba gospodina Marcipana" (1963.)
- "Tifusari" (1963)
- "Prometej s otoka Viševice" (1964.)
- "Ponedjeljak ili utorak" (1966.)
- "Kaja, ubit ću te!" (1967.)
- "Događaj" (1969.)
- "Pozivnica" (1970.)
- "Vatrogasci" (1971.)
- "Makedonskiot del od pekolot" (1971.)
- "Seljačka buna 1573." (1975.)
- "Posljednji podvig diverzanta Oblaka" (1978.)
- "Banović Strahinja" (1981.), koscenarist s Aleksandrom Petrovićem
- "Marut" (1980-ih), nerealiziran; objavljen kao knjiga 2019.
- "Friedrich II. Hohenstaufen" (nerealizirani film i TV serija iz 1980-ih, Italija)

## Producentski uradci
- "Solimano il conquistatore" (1961.),
- "Telefon" (1962.),

## Vanjske poveznice
- Vatroslav Mimica u Filmskim programima
- Vatroslav Mimica u Bazi hrvatskog filma  Arhivirana inačica izvorne stranice od 6. lipnja 2011. (Wayback Machine)
- "Janus hrvatskog filma"  Arhivirana inačica izvorne stranice od 27. rujna 2007. (Wayback Machine)
- "Narativno vs. Moderno (Vatroslav Mimica 1)"  Arhivirana inačica izvorne stranice od 27. rujna 2007. (Wayback Machine)
- "U sjeni Holokausta (Vatroslav Mimica 2)"  Arhivirana inačica izvorne stranice od 27. rujna 2007. (Wayback Machine)